# Martin Hansson
Martin Hansson (Holmsjö, Suècia, 6 d'abril del 1971) és un àrbitre de futbol suec. Hansson és àrbitre internacional FIFA des de 2001.